# Słoweńska Partia Ludowa (1892)

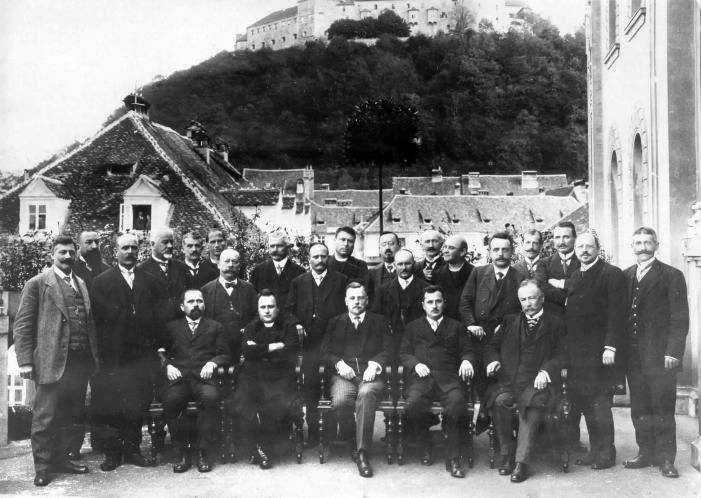
Posłowie SPL do Sejmu Krajowego Krainy w 1910

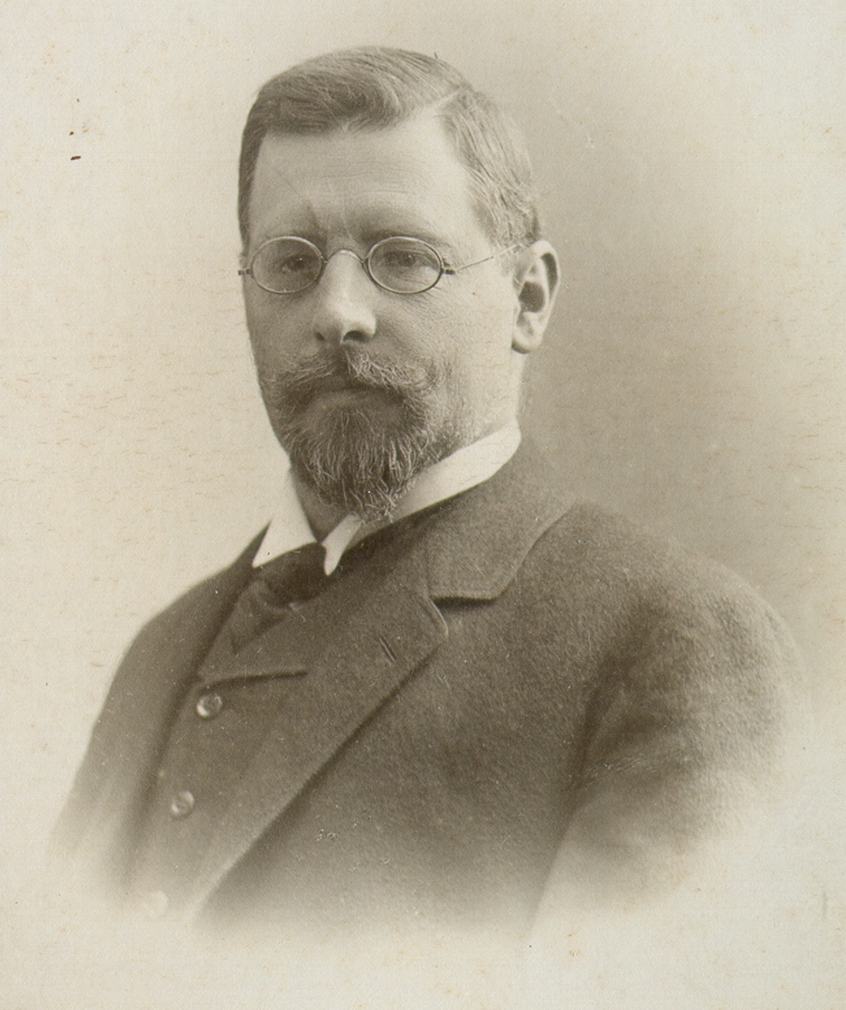
Ivan Šusteršič

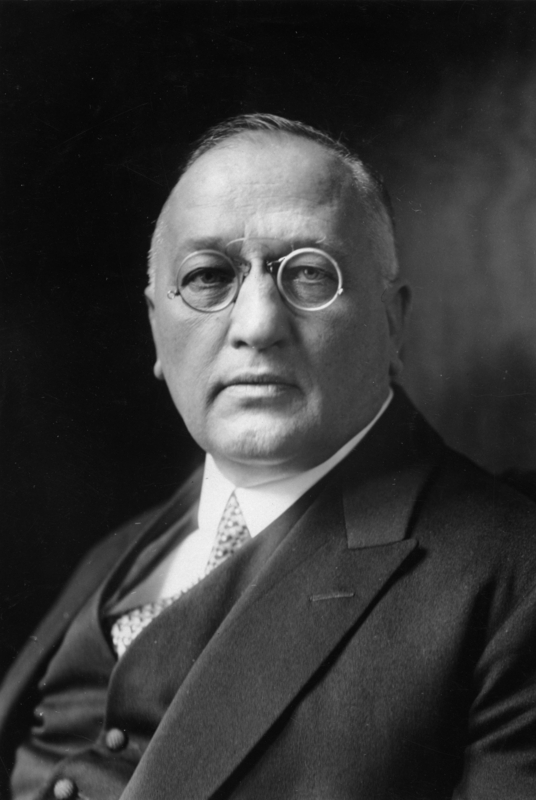
Anton Korošec

Słoweńska Partia Ludowa (słoweń. Slovenska ljudska stranka) – partia polityczna w Słowenii, istniejąca od 1892 do II wojny światowej, następnie działająca na emigracji, o profilu konserwatywnym i chrześcijańsko-społecznym. Główne ugrupowanie polityczne w Słowenii od końca XIX wieku do końca lat 20. XX wieku.

## Historia
Partia powstała w 1892. Początkowo nosiła nazwę Katolicka Partia Narodowa (słoweń. Katoliška narodna stranka). Szybko zdobyła dominującą pozycję w Krainie. Początkowo była to konserwatywna, katolicka partia, promująca tradycyjne wartości. Powoli jednak dążyła w kierunku zmiany w ugrupowanie masowe, skupiając się na zagadnieniach społecznych oraz wsparciu dla robotników i chłopów. Wyrazem tej ewolucji była zmiana nazwy partii w 1905 na Słoweńską Partię Ludową. Jej liderem był Ivan Šusteršič. W partii wykształciły się dwa skrzydła – konserwatywne, głoszące lojalizm wobec monarchii habsburskiej, na którego czele stał Šusteršič, oraz bardziej demokratyczne, o charakterze chrześcijańsko-społecznym, któremu przewodził ksiądz Janez Evangelist Krek, organizujący m.in. związki zawodowe. W pierwszych latach XX w. ugrupowanie organizowało manifestacje w celu wprowadzenia powszechnego prawa wyborczego. W pierwszych powszechnych wyborach do Rady Państwa w 1911 SPL odniosła na terenie Krainy zdecydowane zwycięstwo nad konkurencyjnymi partiami słoweńskimi.
Mimo lojalności wobec Wiednia, partia obawiała się niemieckiej dominacji w monarchii austro-węgierskiej i głosiła ideę trializmu – pragnąc utworzenia odrębnej części monarchii, południowo-słowiańskiej, pod berłem Habsburgów. Liczyła przy tym na wsparcie następcy tronu arcyksięcia Franciszka Ferdynanda. W 1912 aby zwiększyć wsparcie dla trializmu połączyła się nawet z Chorwacką Partią Prawa, jednak partnerzy szybko porzucili ten związek. W ostatnich latach przed I wojną światową zarysował się rozdźwięk pomiędzy skrzydłami partii w kwestii bałkańskiej: zwolennicy Šusteršiča prezentowali stanowisko antyserbskie, natomiast Krek i jego zwolennicy proserbskie. Po wybuchu I wojny światowej administracja wiedeńska wsparła skrzydło antyserbskie. Jednak w czasie wojny w partii przewagę zdobyło skrzydło Kreka, które wsparł nowy lider partii, Anton Korošec.
Pod koniec I wojny światowej, gdy cesarz Karol Habsburg zadeklarował reformy Austro-Węgier, które miały uwzględniać interesy poszczególnych narodowości, w imieniu posłów partii południowosłowiańskich odpowiedział Korošec, deklarując konieczność zjednoczenia ziem monarchii zamieszkałych przez Słowian południowych w jednym organizmie państwowym pod berłem Habsburgów. W połowie sierpnia 1918 w Słowenii powstał Komitet Narodowy zrzeszający trzy największe partie polityczne kraju z Korošecem na czele. W październiku 1918, wobec upadku państwa austro-węgierskiego, Korošec objął przewodnictwo Rady Narodowej Słoweńców, Chorwatów i Serbów, której celem było utworzenie samodzielnego państwa południowosłowiańskiego. Z końcem października Rada ogłosiła powstanie Państwa Słoweńców, Chorwatów i Serbów. W listopadzie Korošec reprezentował Radę w rozmowach z rządem serbskim i Komitetem Jugosłowiańskim, w wyniku których 1 grudnia 1918 powstało Królestwo Serbów, Chorwatów i Słoweńców. Lider SPL został wicepremierem w pierwszym rządzie nowego państwa.
W okresie międzywojennym Słoweńska Partia Ludowa pozostawała najsilniejszą partią na terenie Słowenii. W pierwszych wyborach parlamentarnych w 1920 zdobyła 27 mandatów (uzyskała szósty wynik spośród uczestniczących w wyborach partii politycznych - najlepszy spośród partii słoweńskich). W latach 20. partia lawirowała pomiędzy stronami sporu o kształt państwa: unionistami i federalistami. Program partii obejmował zapewnienie ekonomicznej, politycznej i kulturalnej autonomii Słowenii.
Po delegalizacji opowiadającej się za federalizacją Chorwackiej Republikańskiej Partii Chłopskiej Słoweńska Partia Ludowa wraz z ugrupowaniami reprezentującymi inne narodowości królestwa utworzyła na początku 1925 opozycyjny Blok, który zdobył w wyborach parlamentarnych 151 mandatów, uniemożliwiając zwolennikom unitaryzmu na samodzielne rządy. Z kolei w 1927, gdy zalegalizowana w międzyczasie Chorwacka Partia Chłopska zerwała współpracę z rządem, Słoweńska Partia Ludowa zajęła jej miejsce w koalicji rządowej zmieniając częściowo swój program. Po zamachu z 30 czerwca 1928, którego ofiarą padł m.in. lider Chorwackiej Partii Chłopskiej Stjepan Radić, Korošec został nawet premierem rządu.
Na początku 1929 król Aleksander I Karadziordziewić przeprowadził zamach stanu, wprowadził dyktaturę i rozwiązał wszystkie partie polityczne w Jugosławii. Działacze partii nie zaangażowali się w tworzone oficjalne nowe struktury popierające króla i rząd, jednak Korošec wszedł w skład powołanego przez króla rządu. Z czasem działacze partii z Korošecem na czele stanęli ponownie po stronie opozycji: gdy w 1932 politycy koalicji zrzeszonej wokół Chorwackiej Partii Chłopskiej przyjęli „Punktacje zagrzebskie”, w których krytykowano dyktaturę królewską i domagano się ustroju federacyjnego, w ślad za nimi poszli politycy Słoweńskiej Partii Ludowej, którzy ogłosili jeszcze dalej idące „Lublańskie punktacje”. Reżim odpowiedział represjami wobec opozycjonistów, m.in. Korošeca wraz z innymi słoweńskimi politykami internowano na wyspie Hvar.
W 1936 premierem został Milan Stojadinović, który porozumiał się z częścią opozycji, w tym z działaczami Słoweńskiej Partii Ludowej. Weszli oni w skład zorganizowanej przez Stojadinovicia nowej prorządowej partii, Jugosłowiańskiego Zjednoczenia Radykalnego. Korošec był członkiem komitetu wykonawczego tego ugrupowania, a w 1936 został jego wiceprzewodniczącym, ponadto stanął na czele banowiny drawskiej, a od 1935 do 1938 był ministrem spraw zagranicznych.
Ostateczny upadek SPL nastąpił w okresie II wojny światowej. W grudniu 1940 zmarł Korošec, a jego następca Franc Kulovec zginął 6 kwietnia 1941 podczas nalotu niemieckiego na Belgrad. Cześć liderów partii udała się na emigrację. Część działaczy pozostałych w kraju kolaborowała z okupantami. Doprowadziło to do spadku popularności ugrupowania. W 1945 Josip Broz Tito zakazał działalności partii, przetrwała jedynie na emigracji.
W 1992 nazwę Słoweńskiej Partii Ludowej przyjęła jedna z partii działających w niepodległej Słowenii. Wywołało to spór z partią Słoweńskich Chrześcijańskich Demokratów, którzy uważali się za spadkobierców SPL i połączyli się z działającymi na uchodźstwie epigonami przedwojennej partii.